# Статишки манастир
Статишкият манастир „Свети Илия“ (на гръцки: Μονή Προφήτη Ηλία Μελά) е манастир в село Статица, Костурско, Егейска Македония, Гърция, част от Костурската епархия на Вселенската патриаршия.
Манастирът е разположен на хълм на няколкостотин метра западно от Статица. В края на XVIII век местните жители изграждат малка еднокорабна базилика, посветена на Пророк Илия. Църквата има отпред ниска камбанария. Иконостасът е прост, а големите икони са от ΧΙΧ век. Царските двери са резбовани.
Около 1840 година там пристигат монаси и изграждат конаци, оцелели и до днес. Манастирът е използван като убежище от статичани по време на гръцката въоръжена пропаганда в началото на XX век.